# 堀恵子
堀 恵子（ほり けいこ、1971年9月12日 - ）は日本の元キャンペーンガール、元女優。大阪府河内長野市出身。タレントの堀ちえみ、堀一美、堀美矢子3姉妹とは従妹にあたる。夫は元プロ野球選手の川崎憲次郎。川崎との間に娘が一人（モデルの川崎琴之）いる。

## 人物
高校時代は、全日本代表を目指したバレーボールの選手だった。1994年、東レキャンペーンガールを務める。以降、テレビドラマに出演し女優としても活動した。所属プロダクションはフロス。
深夜ドラマ『ガールズplus1』で、ドラマ内のアイドルグループ「ガールズplus1」のメンバーのひとりを演じ、「ガールズplus1」名義でシングルCDを発売したこともある。

## 出演

### テレビドラマ
- ガールズplus1（1996年4月22日 - 9月30日 フジテレビ） - ヒミコ 役
- お天気お姉さん（1997年1月11日 - 2月15日、テレビ朝日） - 島森かおり 役
- FiVE（1997年4月19日 - 6月28日、日本テレビ）